# Sela pri Kamniku
Sela pri Kamniku – wieś w Słowenii, w gminie Kamnik. W 2018 roku liczyła 146 mieszkańców.